# 김경환 (만주보민회)
김경환(金景煥, ? ~ ?)은 일제강점기에 만주보민회에서 활동했던 인물로, 본적은 평안북도 의주군 옥상면이다.

## 생애
자세한 신상은 알 수 없으며, 1920년 만주의 콴뎬 현 지역에서 조선인조합 지부장이 되면서 처음 기록에 모습을 드러낸다. 조선인조합은 표면적으로 만주로 이주한 한국인의 이익을 옹호한다는 목적의 단체이나, 실제로는 일제의 치안 공백을 민간 차원에서 메꾸어 통제력을 높이기 위한 하부 조직으로 기능했다. 김경환은 이 직책에서 일제가 벌인 조직적인 조사 작업에 참여하였다.
1922년에 만주보민회 콴뎬지부 간사가 되는 등 간부직을 맡았다. 만주보민회는 당시 일본의 치안력이 미치지 않던 남만주 지역에서 일본 영사관의 지휘를 받아 활동한 조직이다. 주요 임무는 이 지역 조선인에 대한 선전 활동 및 항일운동 탄압이었다.
김경환은 이 단체에서 활동하며 조선인 통제 작업에 협조하고 독립운동에 대한 정보를 제공했다. 일본 측 기록에 따르면, 만주보민회에 근무하는 동안 김경환의 아버지와 동생, 아들 등 가족들이 “불령배”로 지칭된 항일 세력에게 살해되었고, 딸과 제수는 납치되었다. 이런 습격은 여러 차례에 걸쳐 일어났다.
1924년 만주보민회가 해체되었을 때 일본 정부로부터 해산분배금 187원 50전을 받았다. 만주보민회 콴뎬지부 폐지에 대한 위로금 명목으로 280원을 받기도 했다. 이렇게 금전적인 보상까지 받게 된 것은 만주보민회 콴뎬지부가 “조선인 마적”으로 표현된 집단의 공격으로 폐쇄되었기 때문이다.

## 사후
- 대한민국 친일반민족행위진상규명위원회가 2007년에 발표한 친일반민족행위 195인 명단에 포함되었다.
- 2008년 민족문제연구소가 정리한 친일인명사전 수록예정자 명단 중 해외 부문에도 들어 있다.

## 같이 보기
- 만주보민회

## 참고자료
- 친일반민족행위진상규명위원회 (2007년 12월). 〈김경환〉 (PDF). 《2007년도 조사보고서 II - 친일반민족행위결정이유서》. 서울. 2012~2020쪽쪽. 발간등록번호 11-1560010-0000002-10. [깨진 링크(과거 내용 찾기)]